# Biển Amundsen

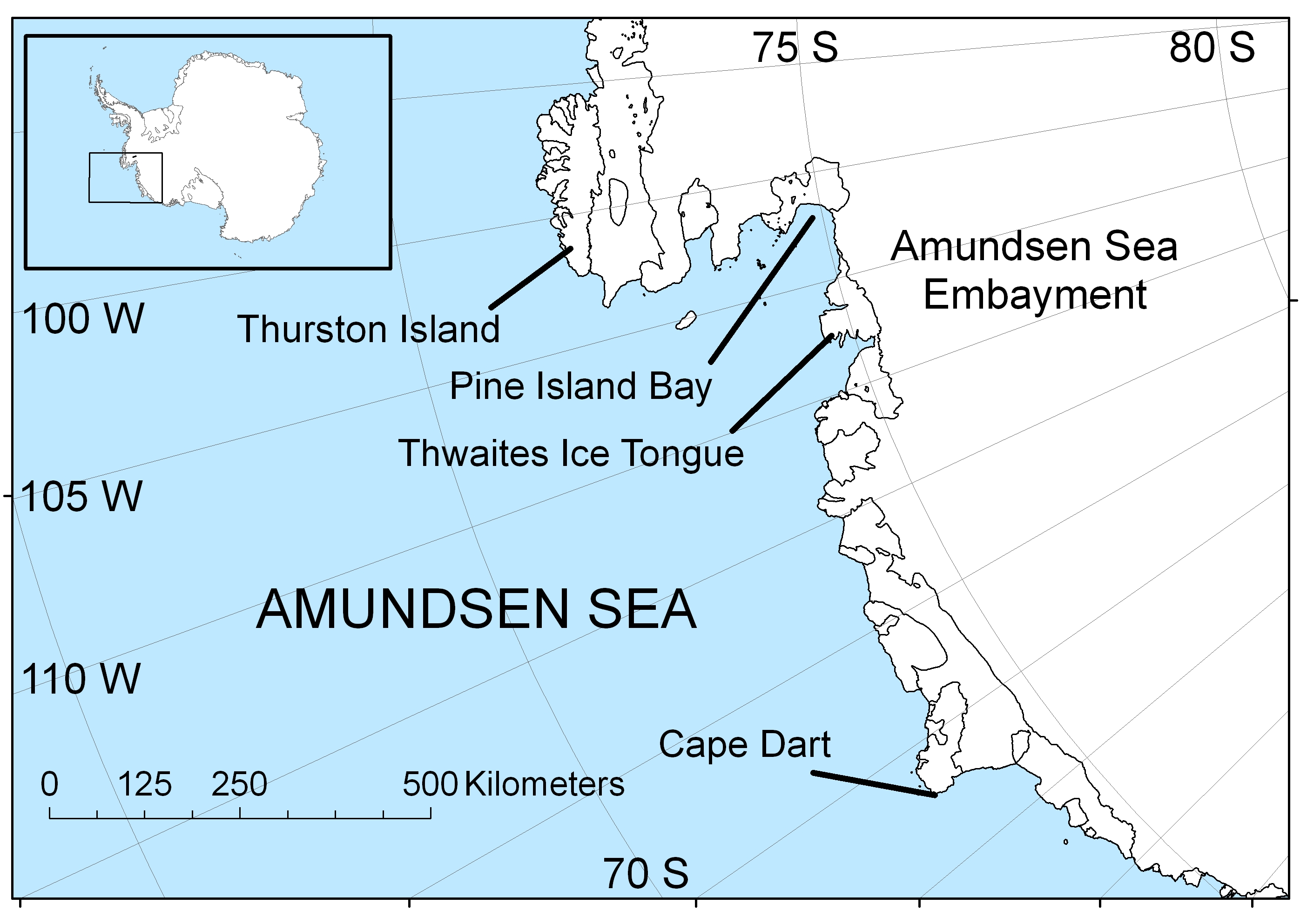
Khu vực biển Amundsen ở Nam Cực

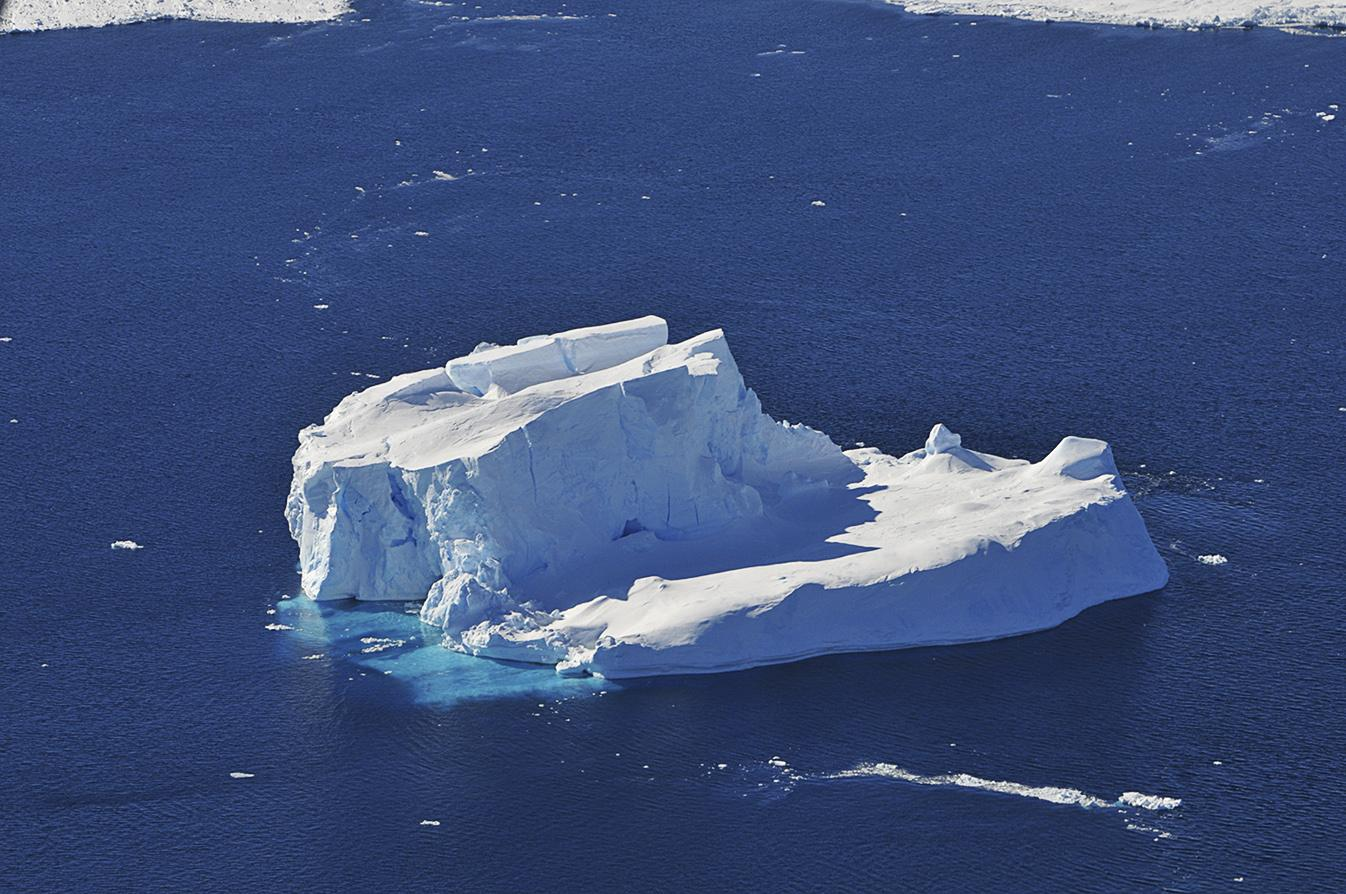
Thềm băng Nam Cực, biển Amundsen

Biển Amundsen là phần cánh tay của Nam Đại Dương ngoài thềm Marie Byrd ở hướng Tây Nam Cực. Biển được bao quanh bởi Mũi Cá Bay, đầu phía tây bắc của đảo Thurston tới phía đông và Cape Dart trên đảo Siple tới hướng tây. Phía đông Mũi Cá Bay là điểm bắt đầu của biển Bellingshausen. Phía tây của Cape Dart là một biển không tên ở Nam Đại Dương giữa biển Amundsen và biển Ross. Biển được đặt tên theo tên của nhà thám hiểm cực người Na Uy Roald Amundsen trong cuộc thám hiểm vào giai đoạn 1928-1929, dưới sự chỉ huy của thuyền trưởng Nils Larsen khi khám phá khu vực này vào tháng 2 năm 1929.
Biển hầu hết được bao phủ bởi băng đá, và có lưỡi băng Thwaites đâm vào biển. Các tảng băng trôi vào biển Amundsen có độ dày trung bình khoảng 3 km (1,9 mi); có kích thước bằng bang Texas, khu vực này được biết tới với tên là vịnh trung bình biển Amundsen (ASE); tạo thành ba lưu vực băng đá của tảng băng Tây Nam Cực.

## Vịnh trung bình biển Amundsen

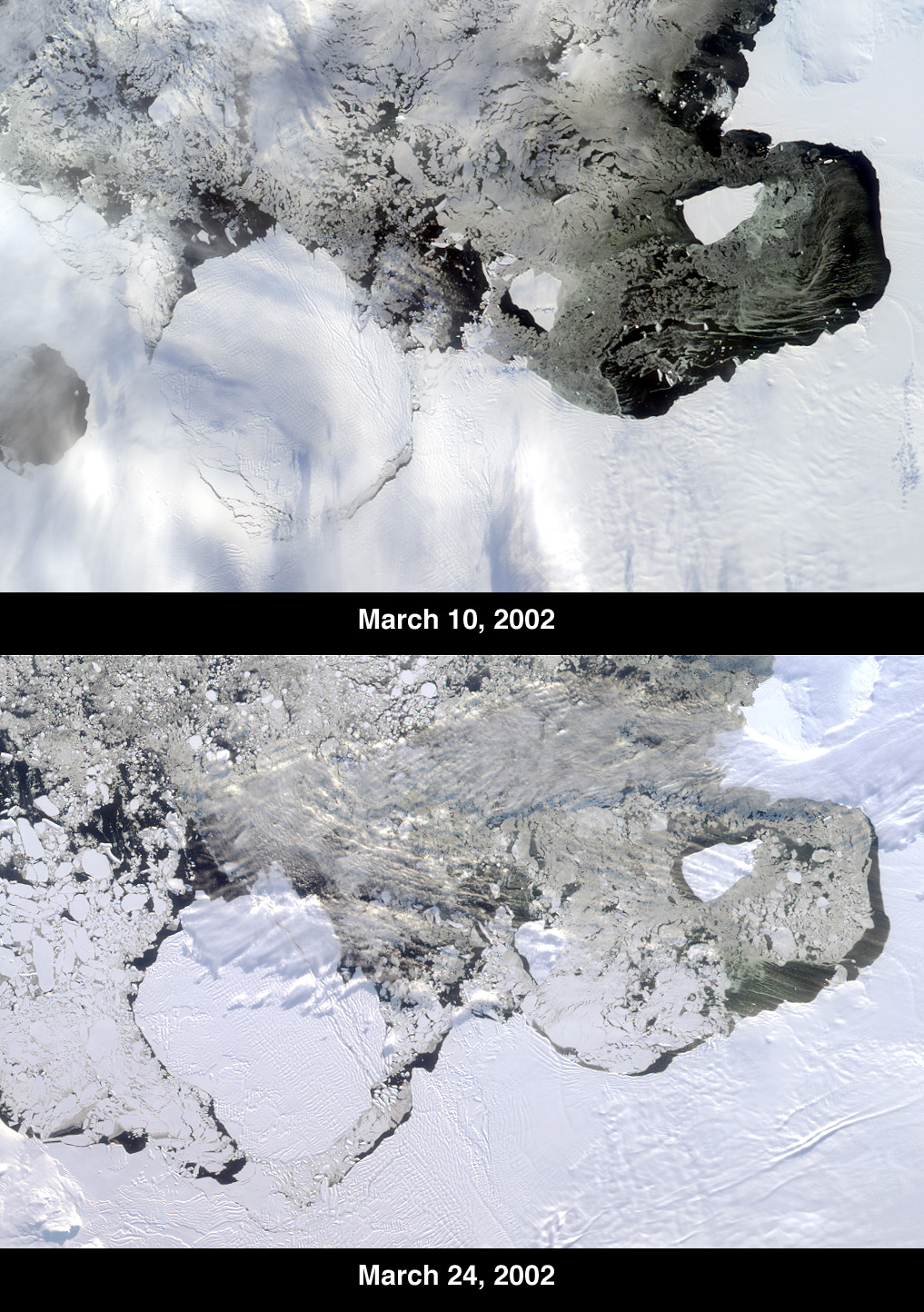
Tảng băng loại lớn có ký hiệu B-22 bị vỡ từ sông băng Thwaites và các tàn tích của tảng băng B-21 từ sông băng đảo Pine ở vịnh đảo Pine nằm phía bên phải bản đồ

Theo một nghiên cứu vào tháng 10 năm 2004, người ta cho rằng lớp băng ở biển Amundsen đã bị tan chảy nhanh chóng và làm các vết nứt sâu hơn, vì vậy các tảng băng ngoài bờ sẽ bị gãy "trong vòng năm năm". Nghiên cứu này ghi nhận mực nước biển sẽ tăng 1,3 m (4,3 ft) từ các mảng băng phía tây Nam Cực nếu tất cả tảng băng đều tan vào biển Amundsen.
Các tính toán của trung tâm Khảo sát Nam cực Anh năm 2005 chỉ ra rằng tỷ lệ băng tan vào biển Amunsen khoảng 250 km³ mỗi năm. Nếu tỉ lệ này ổn định, phần băng tan này đủ làm mực nước biển dâng cao 0.2 mm mỗi năm.
Vào tháng 1 năm 2010, một nghiên cứu mô hình hóa cho rằng "đỉnh điểm" của sông băng đảo Pine có thể đạt vào năm 1996, với khả năng suy giảm khoảng 200 km vào năm 2100, làm cho mức nước biển dâng khoảng 24 cm (0,79 ft), mặc dù có ý kiến cho rằng khoảng thời gian dự đoán là vẫn tranh cãi.

## Vịnh đảo Pine
Vịnh đảo Pine (74°50′N 102°40′T / 74,833°N 102,667°T) là vịnh có chiều dài khoảng 40 dặm (64 km) và chiều rộng khoảng 30 dặm (48 km), chảy vào sông băng đảo Pine tại điểm cực nam của biển Amundsen. Vịnh được khoanh vùng theo các bức ảnh trên không được chụp bởi Các hoạt động nhảy cao USN (Operations Highjump) vào tháng 12 năm 1946, và được đặt tên bởi Ủy ban Tư vấn đặt tên Nam Cực (US-ACAN) cho đảo Pine USS.

## Vịnh Russell
Vịnh Russell (73°27′N 123°54′T / 73,45°N 123,9°T) là một vịnh mở ở phía tây nam biển Amundsen, kéo dài dọc theo phía bắc của đảo Siple, bãi băng Getz và đảo Carney, từ đảo Prankle tới cửa Cape. Vịnh được đánh dấu bởi tổ chức Khảo sát địa chấn Hoa Kỳ (USGS) từ các cuộc tuần tra và một số ảnh của hải quân Mỹ vào khoảng năm 1959-1966, và được đặt tên bởi Ủy ban Tư vấn về đặt tên Nam Cực (US-ACAN) theo tên của đô đốc James S. Russell, USN, Phó Hoạt động Hải quân Mỹ (chức vị cao thứ 2 theo phân cấp của hải quân Hoa Kỳ) trong thời kỳ IGY 1957-1958.